# Ectobius siculus
Ectobius siculus är en kackerlacksart som beskrevs av Willy Adolf Theodor Ramme 1949. Ectobius siculus ingår i släktet Ectobius och familjen småkackerlackor. Inga underarter finns listade i Catalogue of Life.